# ينس شبان
ينس شبان (بالألمانية: Jens Spahn) (مواليد 16 مايو 1980 في آهاوس) سياسي ألماني ينتمي إلى حزب الاتحاد الديمقراطي المسيحي (CDU). من 2018 إلى 2021 شغل منصب وزير الصحة في حكومة ميركل الرابعة.
كان شبان أصغر عضو في البرلمان الألماني، بعد أن تم انتخابه في سن 22 عام 2002. وقد خدم منذ ذلك الحين في البوندستاغ للدورات التشريعية 15 و 16 و 17، وهو أحد الرعاة الرئيسيين لإصلاحات المعاشات التقاعدية في ألمانيا، بحكم كونه عضوًا في لجنة الصحة ورئيس الفريق العامل المعني بالصحة والسياسة الصحية فضلا عن المتحدث باسم المجموعة البرلمانية الصحية CDU / CSU.

## روابط خارجية
- ينس شبان على موقع IMDb (الإنجليزية)
- ينس شبان على موقع مونزينجر (الألمانية)
- ينس شبان على موقع قاعدة بيانات الفيلم (الإنجليزية)